# Christiaan Basson
Christiaan Basson (Worcester, 30 april 1982)  is een Zuid-Afrikaans golfprofessional uit Kaapstad. Hij speelt op de Sunshine Tour sinds 2007.

## Loopbaan
Als golfamateur behaalde Basson met het Central Gauteng Strokeplay zijn eerste en enige zege. In 2006 speelde hij de Eisenhower Trophy met Charl Coetzee en Dawie Van der Walt. Zuid-Afrika eindigde op de 22ste plaats van de 70.
In 2007 werd Basson golfprofessional en maakte meteen zijn debuut op de Sunshine Tour. In 2009 behaalde hij zijn eerste profzege op de Sunshine Tour door het Coca-Cola Charity Championship te winnen. In 2012 behaalde hij zijn tweede zege door het Investec Royal Swazi Open te winnen. Op 25 mei 2014 won hij de Lombard Insurance Classic en hij zette een toernooirecord neer met in totaal van 197 slagen (19 onder par).

## Prestaties

### Amateur
- Central Gauteng Strokeplay

### Professional
Sunshine Tour
| Nr. | Datum            | Toernooi                       | Score          | Score          | Info                      |
| --- | ---------------- | ------------------------------ | -------------- | -------------- | ------------------------- |
| 1   | 26 november 2009 | Coca-Cola Charity Championship | 70+65+68=203   | –13            | [ 1 ]                     |
| 2   | 5 mei 2012       | Investec Royal Swazi Open      | 10+17+11+12=50 | 10+17+11+12=50 | stablefordtelling-formule |
| 3   | 25 mei 2014      | Lombard Insurance Classic      | 69+66+62=197   | –19            | Toernooirecord neergezet  |

## Teams
Amateur
- Eisenhower Trophy: 2006